# 芝田愛子
芝田愛子（？—），日本模特兒、演员，生年未公開，原名渡邊智子，與藤原紀香是模特兒訓練班同期。

## 性感代言
代言華歌爾UpUp記形胸罩而一夕爆紅，成為當代性感女神。

## 演藝生涯
2002年參演台灣電影「愛情靈藥」更是大打知名度。第46屆金馬獎的星光大道上曾與戴立忍、桂綸鎂一起出席。。

## 廣告
- 華歌爾UPUP記型胸罩

## 電影
- 愛情靈藥(2002年)